# غلين قية
غلين‌ قية هي قرية في مقاطعة مرند، إيران. عدد سكان هذه القرية هو 2,461 في سنة 2006.